# دیولا توت (بازیکن فوتبال)
دیولا توت (مجاری: Gyula Tóth; ۱۰ ژوئن ۱۹۰۱ – ۲۲ آوریل ۱۹۳۶) بازیکن فوتبال اهل مجارستان بود.
وی همچنین در تیم ملی فوتبال مجارستان بازی کرده‌است.